# Krystyna Lenkowska
Krystyna Lenkowska (ur. 1957 w Rzeszowie) – polska poetka, anglistka, tłumaczka literatury anglosaskiej.

## Życiorys
Absolwentka filologii angielskiej na Uniwersytecie Warszawskim. Wiersze, prozę, tłumaczenia, eseje, noty, wywiady i recenzje opublikowała w wielu pismach literackich w Polsce (m.in. „Akcencie”, „Frazie”, „Kwartalniku Artystycznym”, „Nowej Okolicy Poetów”, „Odrze”, „Poboczach”, „Pracowni”, „Przekroju”, „Toposie”, „Twórczości”, „Tyglu”, „Wyspie”, „Zeszytach Literackich”, „Znad Wilii”). Jej wiersze ukazały się w USA, w tłumaczeniu Ewy Hryniewicz-Yarbrough, w takich pismach jak Absinthe, Boulevard, Chelsea, Confrontation, The Normal School, Spoon River Poetry Review. Na Ukrainie debiutowała w piśmie Pektoral oraz w antologii Wiersze z Krakowa, w tłumaczeniu Evgena Barana. Wiersze Lenkowskiej ukazały się także w innych krajach Europy, Ameryki Pd. i Azji. Wiersz Oko Johna Keatsa w Rzymie dostał I nagrodę na międzynarodowym konkursie w Sarajewie Seeking a Poem za rok 2012. W roku 2013 poetka otrzymała nagrodę Menada na międzynarodowym festiwalu poezji Ditet e Naimit (XVII edycja w Macedonii i Albanii). W roku 2016 w USA została wydana reprezentatywna antologia polskich poetek pt. Scattering the Dark, w której został zamieszczony jej wiersz. W 2019, w Bhubaneswar w Indiach, członkowie jury 39. The World Congress of Poets przyznali Lenkowskiej 3. miejsce w konkursie poetyckim. Członkini Stowarzyszenia Pisarzy Polskich (SPP) oraz Stowarzyszenia Tłumaczy Literatury (STL). Autorka piosenek nagranych na płytach zespołu Ratatam, Bożeny Boba-Dygi, Beaty Czerneckiej z Piwnicy pod Baranami w Krakowie. 
Mieszka w Rzeszowie. 

## Twórczość
- 1991 Walc Prowincja  (Rzeszów)
- 1999 Nie deptać przylaszczek / Keep off the Primroses (YES, Rzeszów)
- 2002 Pochodnio, różo (Wydawnictwo Nowy Świat, Warszawa)
- 2003 Wiersze Okienne (Podkarpacki Instytut Książki i Marketingu, Rzeszów)
- 2005 Wybór Ewy / Eve’s Choice (Polski Instytut Wydawniczy, Warszawa), tłumaczenie na j. angielski: Ewa Hryniewicz-Yarbrough
- 2008 Sztuka białego (Instytut Wydawniczy Erica, Warszawa)
- 2010 Tato i inne miejsca (Miniatura, Kraków)
- 2013 Kry i wyspy (Mitel, Rzeszów)
- 2014 Zaległy list do pryszczatego anioła / An Overdue Letter to a Pimply Angel (Mitel, Rzeszów), tłumaczenie na j. angielski: Ewa Hryniewicz-Yarbrough
- 2014 Troska / Турбота (Lwów, Ukraina), tłumaczenie na język ukraiński: Oleksander Gordon
- 2014 I nic się nie stało, audiobook mp3 (WiMBP w Rzeszowie), muzyka: Mikołaj Babula
- 2016 Babeliada (FRAZA, Rzeszów)[4]
- 2017 Fragment de dialogue (L’Harmattan, Paryż), tłumaczenie na język francuski: Isabelle Macor
- 2017 Carte Orange (Eperons-Ostrogi, Kraków), tłumaczenie na język francuski: Tomasz Wojewoda
- 2018 Babeliada, audiobook mp3 (WiMBP w Rzeszowie)
- 2018 Jest pewien ukos światła (Officyna, Łódź), Emily Dickinson, przekłady i wstęp: Krystyna Lenkowska
- 2020 Kiedy byłam rybą (lub ptakiem) (Biblioteka SPP, tom 1, Kraków 2020), Stowarzyszenie Pisarzy Polskich oraz Instytut Literatury, ISBN 978-83-66359-34-5
- 2021 Balkon, (Fundacja Słowo i Obraz, Augustów)
- 2023 ONO MORZE / ÉL EL MAR (PIK Rzeszów), tłumaczenie / traducción Xavier Farré